# Karpopodit

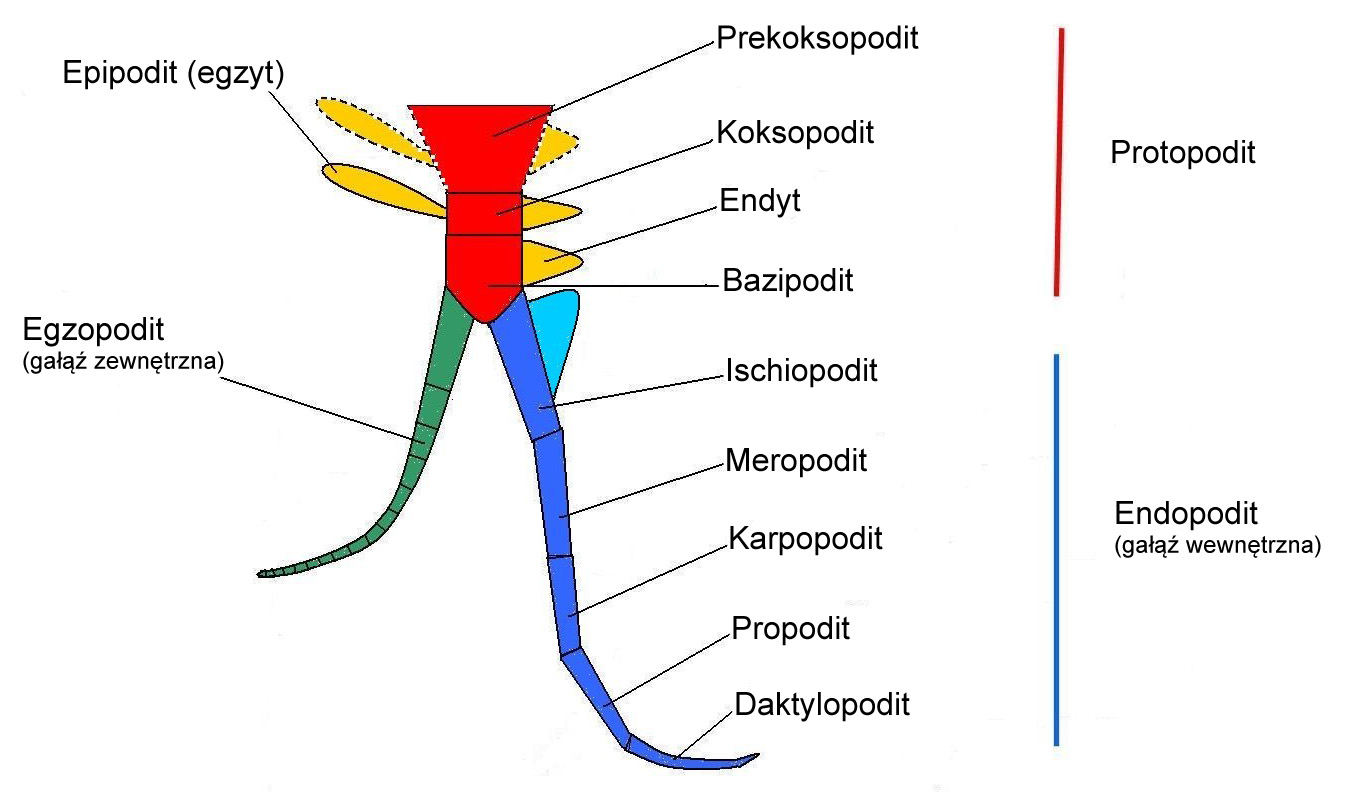
Odnóże dwugałęziste skorupiaka

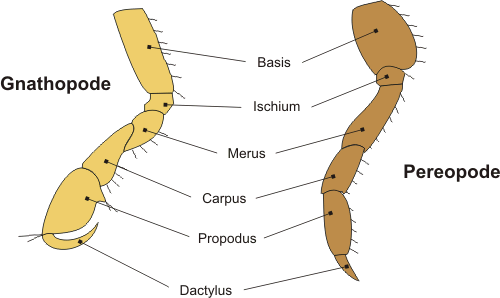
Porównanie gnatopodium i odnóża tułowiowego obunoga. Karpopodit podpisany jako carpus

Karpopodit (łac. carpus) – człon (podomer) endopoditu odnóża skorupiaków. Poprzedzony jest meropoditem, a odsiebnie od niego znajduje się propodit. Jego odpowiednikiem u innych stawonogów jest goleń.